# Piece of Mind
Piece of Mind este al patrulea album de studio al trupei britanice de heavy metal Iron Maiden. Albumul a fost lansat pe 16 mai 1983, inițial prin Capitol și ulterior prin casele de discuri Sanctuary Records (pentru Statele Unite) și EMI (pentru restul lumii). Este primul album Iron Maiden pe care apare bateristul Nicko McBrain.
Acest album a reflectat interesul formației pentru teme bazate pe filme si cărți. De exemplu, To Tame a Land are la bază romanul lui Frank Herbert,  Dune, The Trooper este inspirat de Charge of the Light Brigade a lui Tennyson. Alte surse de inspirație au fost Where Eagles Dare, un film și un roman al lui Alistair MacLean; Quest for Fire; scriitorul de imnuri G.K. Chesterton care este citat la începutul piesei Revelations. Influențe mai exotice cuprind mitologia greacă, puțin alterată în Flight of Icarus, și legenda samuraiului Miyamoto Musashi (Sun and Steel). Aleister Crowley a influențat o mare parte din restul versurilor de pe Revelations, care au fost scrise de Dickinson.
Acesta este primul album Iron Maiden care nu a fost intitulat după un cântec conținut în el (deși cuvintele "peace of mind" apar în cea de-a șasea piesă, Still Life). În fazele timpurii albumul trebuia să se numească Food for Thought dar titlul a fost schimbat în mare pentru că nu era suficient de atrăgător. Numele ultimei piese trebuia să fie "Dune", dar Frank Herbert nu a permis folosirea titlului cărții sale și astfel a fost ales un alt nume.

## Tracklist
1. "Where Eagles Dare" (Steve Harris) - 6:10
2. "Revelations" (Bruce Dickinson) - 6:48
3. "Flight of Icarus" (Smith, Dickinson) - 3:51
4. "Die With Your Boots On" (Smith, Dickinson, Harris) - 5:28
5. "The Trooper" (Harris) - 4:10
6. "Still Life" (Murray, Harris) - 4:53
7. "Quest for Fire" (Harris) - 3:41
8. "Sun and Steel" (Dickinson, Smith) - 3:26
9. "To Tame a Land" (Harris) - 7:27

## Componență
- Bruce Dickinson - voce
- Steve Harris - bas
- Adrian Smith - chitară
- Dave Murray - chitară
- Nicko McBrain - baterie